# DaVita
DaVita est une entreprise américaine spécialisée dans la gestion d'unités de soins, notamment de dialyse.

## Activités
- Dialyse : hémodialyse et dialyse péritonéale destinées aux patients souffrant d'insuffisance rénale chronique.

- Thérapie d'infusion, vente de produits pour le traitement des maladies rénales.

## Histoire
En décembre 2017, UnitedHealth annonce l'acquisition des activités de soins d'urgences de DaVita pour 4,9 milliards de dollars.

## Principaux actionnaires
Au 7 avril 2020.
| Berkshire Hathaway,           | 30,3% |
| The Vanguard Group            | 8,21% |
| Highfields Capital Management | 6,45% |
| Lone Pine Capital             | 6,30% |
| Axon Capital                  | 5,92% |
| Putnam                        | 5,78% |
| Peninsula Capital Advisors    | 5,02% |
| SSgA Funds Management         | 3,79% |
| PAR Capital Management        | 3,31% |
| Capital Research & Management | 3,18% |